# Повратак „Црних Вукова”
Повратак ”Црних вукова” је епизода Загора објављена у свесци бр. 139. у издању Веселог четвртка. Свеска је објављена 27. септембра 2018. Коштала је 270 дин (2,27 €; 2,65 $). Епизода је имала 94 стране.

## Оригинална епизода
Оригинална епизода под називом Il ritorno del lupi neri објављена је премијерно у бр. 607. регуларне едиције Загора која је у Италији у издању Бонелија изашла 3. фебруара 2016. Епизоду је нацртао Паоло Бизи, а сценарио написао Едо Капоне. Насловну страну нацртао је Галиено Фери. Коштала је 3,5 €.

## Кратак садржај
Након што су сахранили Ахти, Тонка открива Загору да је забринут за судбину двоје младих ловаца који се дуго не враћају у село. Једног од њих по имену Нектал Тонка би волео да види као будућег поглавицу племена Мохавка. Загор и Тонка крећу у потрагу за Некталом и Колтаном. Након што Нектал умире Тонки на рукама, тврдећи да су их напали ”демони”, Тонка и Загор крећу у даљу потрагу. Ускоро зазнају да се ради о банди костимираних вукова, који и њих нападају. Банду предводи Мануел Кордеро, бивши поручник Црних вукова с којим се Загор срео у епизоди Насиље у Дарквуду (ЗС-13). Кордеро је у затвору Хелгејт упознао Сем Флечера (Ајрон Мена с којим се Загор срео у једној од пређашњих епизода). Флечер је Кордеру открио технологију челичних штитова који одбијају метке. Та нова одела сада носе припадници банде Гвоздених вукова, коју предводи Кордеро.
Вукови успевају да заробе Тонку али не и Загора, који прави план да спаси Тонку и Колтана. Током ноћи, Тонка се среће са командантом утврђења, генералом Трафордом, којег је некада давно скалпирао Тонкин отац Кенхат. Трафордов план је да оформи паралелну војску, одн. посебну јединицу војника Гвоздених вукова са непробојним оклопим. Они би завладали Дарквудом, истерали Индијанце из њега, а потом белим предузетницима и трговцима наплаћивали заштиту. Загор усред ноћи успева да спаси Тонку из затвора и сазнаје да Гвоздени вукови напасти село Мохавка већ следећег јутра.

## Претходна и наредна епизода
Претходна епизода носила је наслов Монструм из Филаделфије (бр. 138), а наредна Фараонова сенка (бр. 140).